# Joan Antoni Subirana i Torrent
Joan Antoni Subirana i Torrent (Barcelona, 1936) és un químic i enginyer català. Es llicencià en química a la Universitat de Barcelona el 1958 i es doctorà en química i enginyeria industrial a Madrid el 1960.
Després d'una estada a París amb Arnold Münster, on va treballar en termodinàmica de les dissolucions de polímers, el 1961 marxà a la Universitat Harvard per treballar en recerques sobre l'ADN amb Paul Doty, interessat pel fet de la manca aparent de funció del 95% de l'ADN de les cèl·lules i en la variació conformacional de l'ADN quan interaccionava amb altres substàncies. El 1963 marxà a l'Institut Weizmann de Rehovot (Israel) per a treballar amb el grup de polímers amb Aaron Katchatsky, i hi arribà a la conclusió que només podien ser detectats amb tècniques de difracció de raigs X.
Juntament amb Jaume Palau i Albet encapçalà l'anomenada Escola Estructuralista Catalana i ha estat pioner en la introducció a Espanya de tècniques de cristal·lografia aplicades a la biologia molecular estructural. El 1967 tornà a espanya i va obtenir la càtedra de tecnologia química orgànica a l'Escola d'Enginyers de la Universitat Politècnica de Catalunya, que va ocupar fins al 2007 i contactà amb Alexander Rich del Massachusetts Institute of Technology (MIT) per a fer un laboratori de raigs X a l'Escola d'Enginyers. Alhora, treballà amb Palau i publicaren treballs sobre els histones en els invertebrats marins.
Des de 1966 és membre de la Real Sociedad Española de Química, el 1969 va ser el primer espanyol escollit com a membre de l'Organització Europea de Biologia Molecular (EMBO) i des del 2005 de la Reial Acadèmia de Ciències i Arts de Barcelona. És president fundador i soci d'honor de la Societat de Biofísica d'Espanya i el 1986 va obtenir la Medalla Narcís Monturiol al mèrit científic i tècnic atorgada per la Generalitat de Catalunya.

## Obres
- The irreversible denaturation of bacteriophage deoxyribonucleic acid Biochim. Biophys. Acta 103(1965):13-24
- Kinetics of Renaturation of Denatured DNA. I- Spectrophotometric Results, amb Paul Doty. Biopolymers 4 (1966): 171- 187;
- Kinetics of Renaturation of Denatured DNA. II- Products of the Reaction. Biopolymers 4 (1966): 189-200;
- La renaturalización de ácido desoxirrinonucleico (ADN) desnaturalizado: aplicaciones al estudio del genoma de los bacteriófagos, Anales de la Real Sociedad Española de Física y Química. Serie B-QUÍMICA, 62 (1966)
- Histones of Marine Invertebrates (amb Jaume Palau i Albet. Biochem. J., Proceedings of the Biochemical Society 101 (1966): 34-35